# 尼爾斯·愛立信總站
尼爾斯·愛立信總站（瑞典語：Nils Ericson Terminalen）是瑞典哥德堡的主要巴士總站，與毗鄰的哥德堡中央車站相互連通，於1995年落成。此站位於市中心地帶，設地下通道連接一路之隔的大型購物商場Nordstan。

## 名稱由來
尼爾斯·愛立信總站得名於鐵路規劃師尼爾斯·愛立信，以表彰他將瑞典西部幹線鐵路延伸至哥德堡的貢獻。

## 建築
尼爾斯·愛立信總站的建築以玻璃和鋼材構築，牆壁與屋頂形成長150米的候車大廳，採光極佳，空間明亮，曾榮獲1996年卡斯帕·薩林獎及1997年歐洲鋼結構獎。內部布局清晰，一側設有閘口與候車區，另一側配置服務設施，採用石灰岩地面、淺色橡木座椅與櫃檯，以及花崗岩裝飾的入口與閘口，營造自然與現代兼備的氛圍，服務設施設計彷彿嵌入大廳內的獨立結構。大廳南端設有橫向建築，上層為員工休息區與交通控制室，可俯瞰巴士進出站。建成時，終端站因其功能性與創新設計備受讚譽，巴士離站時配備倒車攝影機輔助，為當時罕見的先進技術。

## 站台及設施
尼爾斯·愛立信總站大樓設有18個停靠站（閘口編號21-38），另有三個位於北側外牆附近的停靠站（編號39-41）。長途巴士主要使用編號38-41的閘口。
在2007年4月之前，位於東側約100米處的編號51-58閘口曾投入使用，並在2011年前作為鐵路替代巴士的停靠點，但這些閘口現已停用。2012年2月開放的編號42-49閘口用於鐵路替代巴士及部分區域巴士，但因西線鐵路工程於2018年關閉。作為替代，哥德堡中央車站南側的Åkareplatsen新建了一座獨立巴士站。2019年春季，因西線鐵路工程，編號39-41的閘口也被拆除。
終端站內除設有Västtrafik的客戶服務中心（原稱：Tidpunkten）外，還包括快餐店和便利店等設施。此外，此總站和哥德堡中央車站連接，兩者皆為相通。

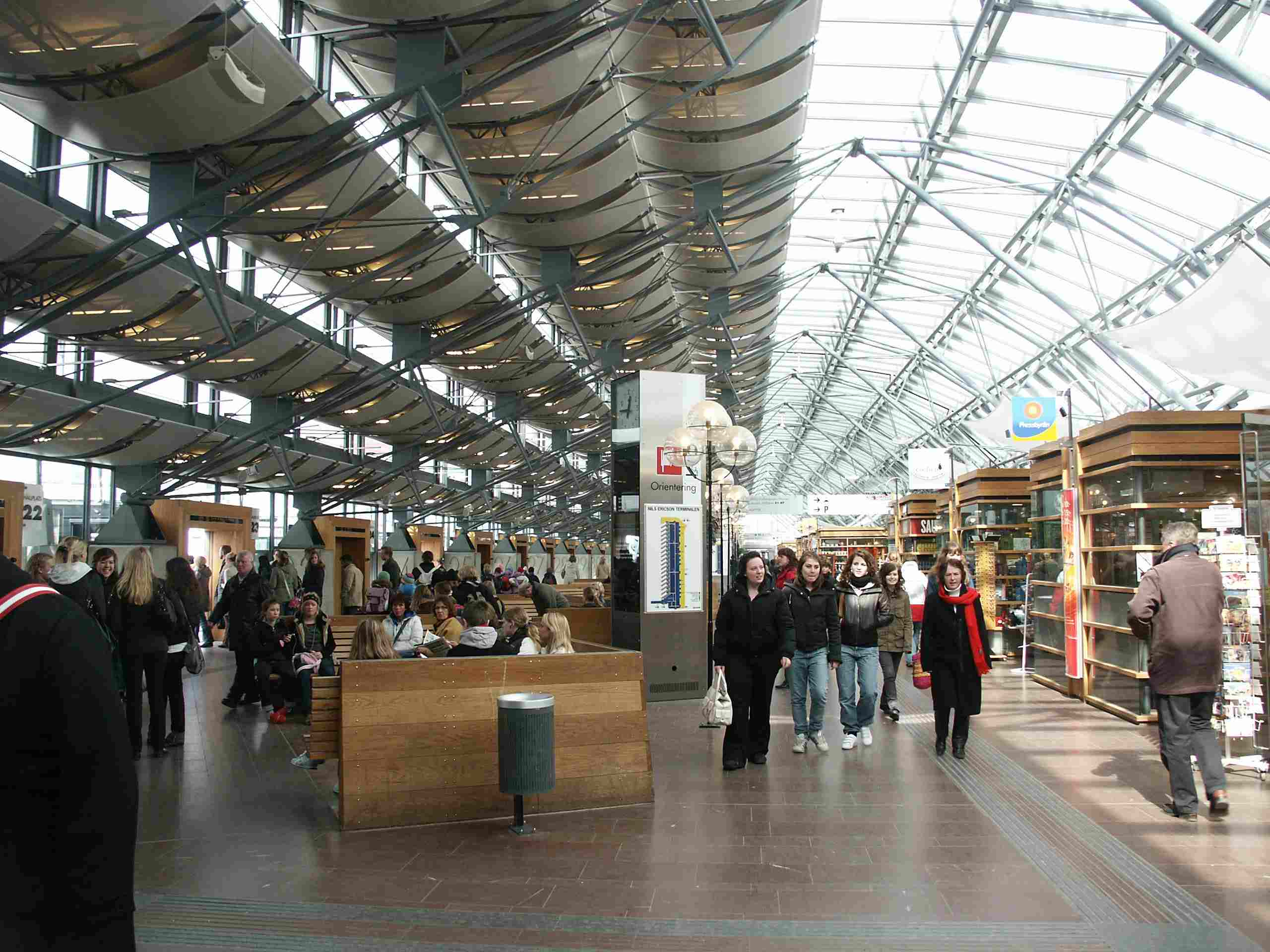
車站內部空間

## 外部連結
- 哥德堡市政府